# Sebja

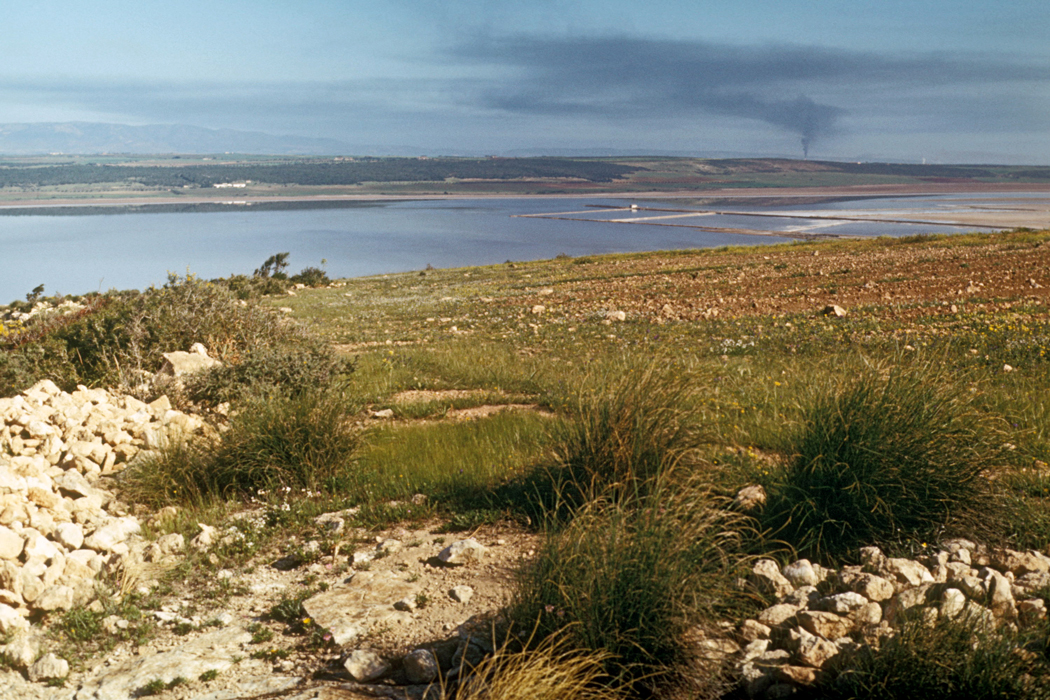
Sebja de Arzew (Argelia): vista del conjunto hacia 1975

Una sebja o sebkha —en árabe, سَبْخَة sabja, pl. سِبَاخ sibāj—  una marisma o llanura arenosa litoral y supramareal en la que se acumulan evaporitas como resultado de un clima semiárido a árido. Las sebkhas son fajas de terreno entre la tierra permanentemente emergida y la zona intermareal dentro de llanuras costeras restringidas justo por encima del nivel normal de marea alta. Los minerales salinos, las inundaciones de marea y los depósitos eólicos caracterizan muchas sebkhas que se encuentran a lo largo de las costas actuales. La localidad tipo aceptada se encuentra en la costa sur del Golfo Pérsico, en los Emiratos Árabes Unidos.
Las sebjas forman secuencias subaéreas, progradantes y bancos de arena elevados que tienen un espesor medio de un metro o menos. El término sebja también designa ciertos lagos someros salinos, que generalmente se secan estacionalmente.
La depresión también puede estar en contacto con el medio marino, ya sea por una corriente muy pequeña de agua (piscinas de aguas profundas), o por infiltraciones (piscinas de poca profundidad). En este último caso, puede haber desbordamientos periódicos de agua de mar hacia la cuenca. En ambos casos habrá un aumento de la salinidad, una evaporación importante, aparición de salmuera y precipitación de evaporitas en el fondo de la cuenca, si la profundidad es baja, o en un extremo, si la profundidad es importante.
Hay sebjas principalmente en las costas del norte de África —sebja el Melah, sebja de Kerzaz, sebja Sidi El Hani, sebja de Monastir, sebja El Djem, sebja El Ghorra, sebja En Noual, sebja Boujemal, sebja Tadder, sebja El Makta, sebja Sejoumi y sebja de Ariana—, en Oriente Medio —típicas las de la costa de los Emiratos Árabes Unidos—, en la Baja California y en Shark Bay, en Australia. 

## Desarrollo
El origen y la progresión del desarrollo de las sebjas en el golfo Pérsico han sido estudiados por Al-Farraj (2005). Ha presentado un modelo de desarrollo de khor–lagoon–sebja, en el que un aumento inicial del nivel del mar inunda los campos de dunas costeros, formando pequeños embalsamientos entre las crestas de las dunas. A medida que el sedimento es re-trabajado por los vientos dominantes y las corrientes, se forman barras o espigones de arena, paralelas a la costa, que crean un khor. Un khor es un entrante costero somero que aparece en una planicie submareal o mareal en el que pueden o no crecer manglares grises en función de si hay disponible agua menos salada en wadis cercanos o aguas subterráneas.

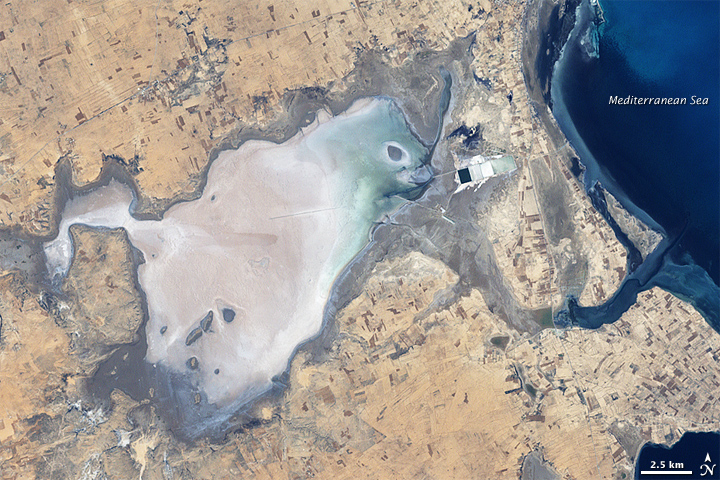
Sebjat El Melah (Túnez) en 2001, en su mayoría seco. Nótese las bandejas de evaporitas rectangulares industriales, probablemente para la producción de sal marina, en la parte superior derecha. Imagen Landsat 7.

Cuando los sedimentos comienzan a acumularse, estos khors disminuyen de profundidad y comienzan a formar un lagoon, un piso intermareal. Los lagoons continúan siendo cada vez más someros hasta que el suelo del lagoon queda expuesto durante la marea baja. Este es el comienzo del desarrollo de la sebja. Una sebja inmadura será inundada durante las mareas vivas más altas de lo normal, después de una tormenta o cuando los vientos que llevan agua de mar a tierra firme la impulsen hasta una profundidad de unos pocos centímetros. Las sebjas maduras serán sólo inundadas después de fuertes tormentas de lluvia y, finalmente, coalesceran para formar una sebja en la llanura costera. Estas llanuras costeras son muy planas, con relieves de entre 10 y 50 cm, y su pendiente hacia el mar puede ser tan pequeña como 1:1.000. La planicie de una sebkha se ve reforzada por el polvo eólico siliciclástico que es depositado en los bajos topográficos, siendo la mayoría del relieve causado por las evaporitas.
Estos ambientes pueden propiciar también la aparición contemporánea de cinturones paralelos a la costa. Los arrecifes de coral, las islas barrera, y los bancos de oolita forman barreras con la plataforma abierta. Estos tipos de depósitos son indicativos de altas energías y protegen los entornos khor-lagoon, permitiendo el crecimiento de manglares pantanosos y esteras de algas y cianobacterias que prefieren medios más cerrados, con energías más bajas. El interior de estos son las sebjas supramareales. Las sebjas pueden llegar a tener un ancho de hasta 15 km cuando los campos de dunas marinos suministran grandes cantidades de sedimentos. Las sebjas marinas de afloramientos bajos del Mioceno de carbonatos-evaporitas o abanicos aluviales de Omán se pliegan y empujan formando un cinturón que puede tener varios cientos de metros.
El clima es uno de los principales factores en el desarrollo de sebja. Las precipitaciones en esta región árida por lo general se producen como tormentas eléctricas y con una media de 4 cm/año. Las temperaturas pueden variar en más de 50 °C, con mínimos de 0 °C. La humedad está vinculada a la dirección del viento, con humedades de solo el 20% en las mañanas cuando los vientos vienen del interior seco y que prevalecen en la tarde como un viento fuerte sobre tierra. Por la noche, una humedad relativa del 100% puede dar lugar a nieblas densas. La temperatura del agua varía según la profundidad, siendo en las aguas poco profundas hasta 10 °C más cálidas. Estas altas temperaturas producen altas tasas de evaporación en el golfo Pérsico, hasta 124 cm/año que conllevan un aumento de la salinidad en las lagunas poco profundas hasta más de 70 ppt. La tasa neta de la evaporación de la sebja puede ser de hasta un orden de magnitud menor y tiene un promedio de 6 cm en los últimos 4.000 a 5.000 años. Las razones de esto son que la superficie de la sebja no es una superficie de agua libre, la alta humedad durante la noche, y la estratificación vertical de la columna de aire.
A pesar de la pérdida de agua por evaporación, el agua subterránea, nunca más profunda de 1,5 m, fluye hacia el mar y se recarga con las aguas continentales, las tormentas de lluvia y el shamal, vientos huracanados del NO que generan olas de mayor altura que la altura de marea y que levan el agua hasta 5 km tierra adentro sobre la sebja hasta una profundidad de unos pocos centímetros.

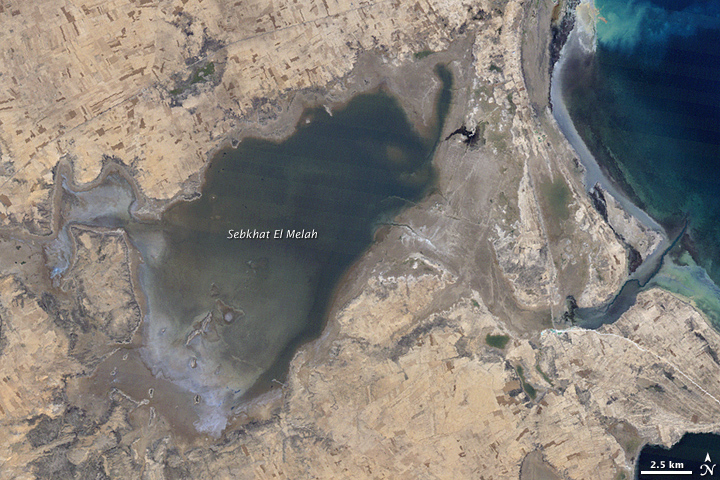
Sebjat El Melah en 1987, inundado. Imagen Landsat 5.

Las variaciones climáticas conducen a una naturaleza muy dinámica de una sebja. La halita se deposita sobre la superficie de la sebja y el yeso y el aragonito precipitan en el subsuelo a través de la acción capilar de las salmueras de la lámina de agua. En las zonas más secas de la sebja el yeso se puede descomponer en anhidrita y el aragonito puede dolomitizarse diagenéticamente. La contracción térmica nocturna y la expansión diurna lleva a bandejas poligonales cóncavas cuando los bordes se vuelven hacia arriba, en parte debido al crecimiento de las evaporitas que acuñan grietas de separación. Bajo esto hay una papilla de yeso donde se pueden desarrollar nódulos de anhidrita y otros sulfatos. Estos también podrían formar una estructura cristalina en tela metálica (“chicken wire”). Debajo de esto están los depósitos intermareales caracterizados por ricos lodos orgánicos laminados, formados por alfombras microbianas que gradan hacia abajo en lodos más bioturbados. La facies submareal muestra grainstones carbonatados y lodos lagunares.
Estas secuencias de facies, a excepción de la halita que con frecuencia se vuelve a disolver cuando se moja, puede ser preservada fácilmente. Los factores que permiten la conservación incluyen la progradación de la sebja con tasas de sedimentación de 1 m/1000 años y con la creación de superficies de Stokes. Estas superficies son creadas por deflación de la superficie de la sabkha que se relaciona con el nivel de la napa freática que actúa como un nivel de base local.
Los depósitos de las sabkhas se cree que forman las mayores reservas del subsuelo de hidrocarburos en el Medio Oriente (y en otros lugares). La fuente de estos hidrocarburos (tanto gas como petróleo) pueden ser las alfombras microbianas y los paleosuelos de manglares, que se encuentran en la secuencia de la sabkha, que tienen un total de carbono orgánico de hasta un 8,2% e índices de hidrógeno típicos de querógenos de marina de tipo II.
Algunos fenómenos análogos antiguos incluyen formaciones del subsuelo tales como el Khuff del Pérmico, árabes del Jurásico y anhidrita Hith, y rocas sedimentarias del Terciario. Depósitos similares se encuentran también en la cuenca Williston del Ordovícico, en la cuenca pérmica de Texas, así como en los jurásicos del golfo de México.